# Pro Dia Nascer Feliz
"Pro Dia Nascer Feliz" é uma canção da banda brasileira de rock Barão Vermelho, lançada no álbum Barão Vermelho 2, de 1983. Após Ney Matogrosso gravá-la com sucesso, "Pro Dia Nascer Feliz" se tornou o primeiro hit da banda e um de seus maiores sucessos. 
Com seu sucesso consolidado durante a apresentação da banda no Rock In Rio de 1985, a canção, uma das amostras da força poética de Cazuza, tornou-se um dos hinos da redemocratização do Brasil, com uma temática voltada à liberdade juvenil, naqueles anos finais da ditadura militar.

## Composição e historia
A canção descreve o cotidiano na vida da própria banda, passando as noites festejando e fazendo sexo a ponto de estarem acordados com o nascer do Sol.
Com um refrão marcante, a canção se tornou o primeiro hit do grupo, lançado como um compacto. A canção teve um clip que foi laçado no Fantástico que o Barão Vermelho não gostou por cortar mais de um minuto da música e ainda fazer uma tradução errônea do verso "nadando contra a corrente só para exercitar" ao ilustrar com uma corrente metálica.
A canção foi famosamente tocada no primeiro Rock in Rio, sendo a canção do fechamento da setlist da banda.  Essa execução é associada com a eleição presidencial que acontecia no mesmo dia do show, e assim simbolicamente refletia "Pro Dia Nascer Feliz" com o fim da ditadura militar brasileira.

## Versão de Ney Matogrosso
Depois de ouvir a música em uma fita demo na casa de Cazuza, Ney Matogrosso decidiu que queria gravar a canção, e embora Cazuza tivesse reagido mal achando que iria prejudicar a versão do Barão Vermelho que já havia sido escolhido como música de trabalho, Ney persistiu, gravando sem mudanças de arranjo em seu álbum ...Pois É. O sucesso dessa versão acabaria fazendo as rádios brasileiras também incluírem a gravação original no seu repertório, bem como fazendo o público buscar o álbum do Barão Vermelho e alçar suas vendas.